# ストーリーボード (パラオ)

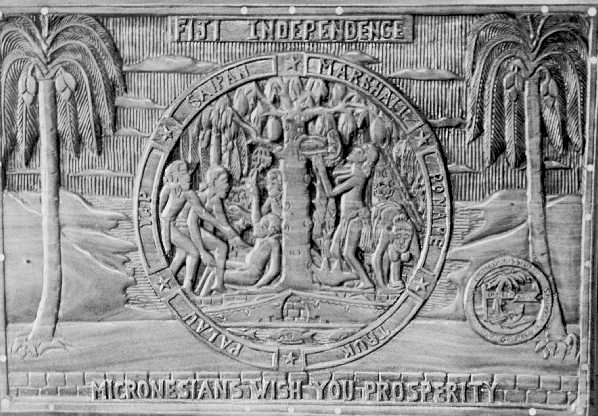
フィジー独立記念のために製作されたストーリーボード

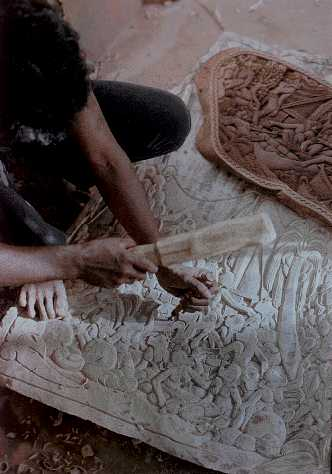
製作中のストーリーボード

ストーリーボード（Storyboard）は、パラオで製作される民芸品。
パラオ語では、itabori(イタボリ)とも呼ばれる。

## 概要
現在のパラオに存在するバイには様々な絵や文様が描かれているが、本来は彫刻した上で色を塗っていた。
1929年（昭和4年）、民俗学者で彫刻家の土方久功はパラオに渡り、自ら彫刻に励む傍ら、パラオ人にも自分たちの伝承文化を板に彫刻して後世に残すことを教えた。そしてパラオに来て3ヶ月後に、公学校（現地住民の学校）の図工教員に採用され、パラオ各地の公学校でパラオ人児童に「板彫り」の技術を教えた。土方の教え子たちは成人になって、パラオの風物をモチーフにした木製の彫刻物を作り始めた。これがストーリーボードの起源である。日本統治時代は「アバイ彫」（「アバイ」とはバイのこと）と呼ばれており、当時のパラオ土産として有名だった「トコベイ人形」に取って替わろうとしていた。
今日ではパラオを代表する民芸品となっており、コロール刑務所でも刑務作業の一環としてストーリーボードを製作・販売している。